# Yakuza
La paraula yakuza o iacuza (やくざ o ヤクザ) o gokudō (極道), designa els membres d'un grup del crim organitzat japonès exclusivament masculí. Els yakuza estan representats principalment per quatre sindicats, presents sobre tot l'arxipèlag del Japó, i posseeixen igualment ramificacions a la zona del Pacífic, als Estats Units i, fins i tot, a Alemanya.
En la terminologia legal japonesa, les organitzacions de yakuza són anomenades Bōryokudan (暴力団), que literalment vol dir "grup violent". Però els mateixos yakuza consideren aquest terme com un insult, ja que es fa servir per denominar qualsevol criminal violent. En la premsa occidental, se'ls identifica de vegades amb la màfia japonesa, per analogia amb altres grups del crim organitzat, com la màfia siciliana.
En el seu apogeu, els yakuza van mantenir una gran presència als mitjans japonesos i van operar internacionalment. En el seu punt àlgid a principis dels anys 60, la policia va estimar que els yakuza tenien més de 200.000 membres. No obstant això, aquesta xifra s'ha reduït dràsticament, una disminució atribuïda a les oportunitats canviants del mercat i a diversos desenvolupaments legals i socials al Japó que desincentiven el creixement de la "yakuza". Els yakuza encara participen regularment en una sèrie d'activitats criminals i molts ciutadans japonesos encara tenen por de l'amenaça que aquests individus representen per a la seva seguretat. Actualment no hi ha cap prohibició estricta de pertinença a yakuza al Japó, encara que s'ha aprovat molta legislació. El govern japonès pretenia impedir els ingressos i augmentar la responsabilitat per activitats delictives.

## Etimologia
Encara que l'existència d'aquest tipus d'organitzacions es remunten probablement al segle xv, l'origen de la paraula «yakuza» és més recent.
El nom deriva d'un joc de cartes japonès anomenat Oicho-Kabu, similar al bacarà occidental, que tradicionalment es juga amb cartes de Kabufuda i d'Hanafuda; es poden fer servir per igual els dos tipus de jocs de cartes. L'objectiu del joc és apropar-se el màxim possible al nombre 9. En argot, ya significa 8, ku designa el 9, i sa el 3. Més concretament:
- «Ya» ve de yattsu, que significa vuit i es pot igualment dir hachi.
- «Ku» vol dir nou; la paraula kyu també és utilitzada.
- «Za», que és sens dubte una deformació de «san», que vol dir tres.

Ya-Ku-Sa és una suma de 8-9-3, que suma 20, i és una "mà" perdedora en el joc de cartes Hanafuda (cartes de flors). Els yakuza, doncs, són les "maleïdes mans (cartes) de la societat" o també «perdedors». Els Yakuzas procedeixen originàriament de les classes més pobres, dels exclosos de la societat.
Existeix una altra teoria que creu que prové del fet que els policies havien d'entrar de vegades en els temples perseguint els jugadors.

## Història

### Els inicis a l'era Edo
L'origen precís dels yakuza actualment encara és motiu de controvèrsia i, per tant, cal parlar d'hipòtesis històriques.

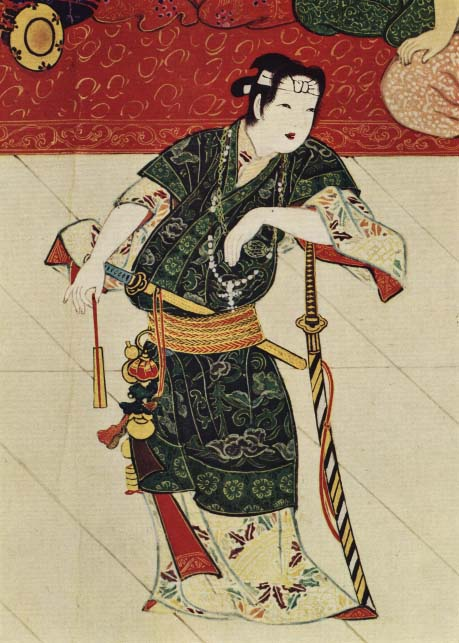
Un actor disfressat de kabuki-mono, amb la seva indumentària particular

#### Els yakuza, descendents delsbakutoi elstekiya...
La primera hipòtesi és que els yakuzas són els hereus de dos grups diferents:
1. els bakuto (jugadors professionals) que treballaven a les ciutats, mercats i fires, i controlaven el món del joc, molt de moda a l'època[8] (segueix sent una de les activitats més lucratives de la yakuza actualment)
2. els tekiya (venedors ambulants) que treballaven a les carreteres.[8]

Al principi, el reclutament dels membres d'aquests dos grups es feia als mateixos cercles (pagesos sense terra, matons). Cada grup, un cop format, rebia un territori fix i delimitat. Podien tenir fins a 500 homes armats, com el del bakuto Shimizu no Jirocho (Chogoro Yamamoto) (1820-1893), el primer bandit ric i famós de l'era moderna. Els yakuza van heretar algunes de les tradicions dels bakuto, com la del yubitsume (dit tallat) i l'irezumi (tatuatge japonès).

#### … o delsmachi-yokko?
Els mateixos yakuza s'inclinen per una altra hipòtesi: afirmen descendir dels machi-yokko ("servidors de les ciutats"). En l'època de la desmilitarització, que va tenir lloc ja el 1603, durant la "Tokugawa Pax", un període de pau que va durar 250 anys, els samurais representaven el 10% de la població, és a dir, entre 2 i 3 milions de persones. 500.000 d'ells van ser desmobilitzats, alguns dels quals es van convertir en rōnins, samurais sense amo, incomplint la llei. Es van convertir en saltejadors de camins, terroritzant la població, causant estralls, fins i tot matant ciutadans per diversió, d'aquí el seu nom de "kabuki-mono" ("bojos").
No hi ha un enllaç immediat amb el teatre, però la paraula "kabuki" significa ser extravagant, excèntric. D'aquí ve la idea d'un personatge que no segueix les regles i que es manifesta. Els kabuki-mono es distingien per la seva particular manera de vestir, el seu tallat de cabells, la llarga espasa que portaven i el seu mal comportament general. També solien practicar el tsujigiri, que consistia a provar l'eficàcia d'una nova espasa amb els vianants. Alguns grups estaven molt organitzats i s'autodenominaven els hatamoto-yakko, és a dir, els “servidors del Shōgun”.
En el transcurs del segle xv, els avantpassats dels yakuzas s'haurien reunit per crear associacions de defensa per protegir-se dels kabuki-mono. Es van convertir en machi-yokko, que es podria descriure com a defensors dels oprimits.
Segons Christian Kessler, columnista de la revista francesa Història i professor al Japó, va ser realment a principis del segle xviii quan es van crear les organitzacions yakuza als grans centres urbans d'Osaka i Edo (antic nom de la ciutat de Tòquio) sota la direcció dels líders de les bandes.
Els grups Yakuza també estan formats per hinin (no humans) i eta (impurs) que, a la jerarquia social, estan per darrere dels samurais, els artesans i els comerciants. Entre els hinin hi ha els animadors, els guàrdies de presons, els botxins, etc.; quant als eta, estan formats essencialment per aquells l'ofici dels quals està relacionat amb el sacrifici d'animals. A més, l'origen de la seva discriminació es troba, sens dubte, a la religió xintoista i al budisme, que consideren que qualsevol ocupació relacionada amb la mort i la sang és profanadora. Encara que van ser "alliberats" el 1871 durant la restauració Meiji, aquests burakumin (literalment "gent del llogaret") sempre han patit múltiples discriminacions de casta, principalment en la feina i el matrimoni. Aquesta situació es manté fins avui i continua contribuint a les files de la yakuza. Els burakumin constitueixen el 70% dels membres del Yamaguchi-gumi, el clan més gran de la yakuza.

## Principals famílies
Les forces de seguretat van comptabilitzar 18.100 yakuzas el 2016 (-10% respecte al 2015), 39.100 inclòs els membres associats (-17%). El 2015, l'estimació era de 53.300 membres. Comptaven 58.600 yakuzas a finals del 2013, davant dels 63.200 del 2012. Altres estimacions comptabilitzaven el setembre del 2012 més de 80.000 yakuza en 22 organitzacions criminals designades pel Govern. Hi ha dos tipus de yakuza: 41.500 treballen a temps complet, mentre que 43.200 tenen negocis paral·lels (2007). El nombre de yakuzas ha disminuït significativament després d'una llei antibandes aprovada el 1992 pel govern japonès per eliminar els sindicats del crim. Tot i això, segueixen sent la major organització criminal del món, segons el Llibre Guinness dels Rècords. Els seus membres es concentren en quatre famílies principals:
| Família                                                                        | Descripció | Mon (emblema) |
| ------------------------------------------------------------------------------ | --- | ------------- |
| Yamaguchi-gumi (山口組)                                                        | Els Yamaguchi-gumi és la família més gran de la Yakuza, que representa el 30% de tota la Yakuza al Japó, amb més de 8.200 membres fins al 2020. Des de la seva seu a Kobe, dirigeix les activitats delictives a tot Japó. També participa en operacions a l'Àsia i els Estats Units. Shinobu Tsukasa, també conegut com a Kenichi Shinoda, és l'actual oyabun del Yamaguchi-gumi. Segueix una política expansionista i ha incrementat les operacions a Tòquio (que tradicionalment no ha estat territori del Yamaguchi-gumi). |               |
| Sumiyoshi-rengō(住吉連合), de vegades anomenat Sumiyoshi-kai (住吉会)          | La Sumiyoshi-kai és la segona família Yakuza més gran, amb uns 4.200 membres. Sumiyoshi-kai és una confederació de grups Yakuza més petits. El seu actual cap (会長 kai-cho) és Isao Seki. Estructuralment, el Sumiyoshi-kai es diferencia del seu principal rival, el Yamaguchi-gumi, en què funciona com una federació. La cadena de comandament és més relaxada i el seu lideratge està distribuït entre diversos membres.                                                                                                 |               |
| Inagawa-kai (稲川会)                                                           | La Inagawa-kai és la tercera família Yakuza més gran del Japó, amb uns 3.300 membres. Té la seva seu a l'àrea de Tòquio-Yokohama i va ser una de les primeres famílies Yakuza a ampliar les seves operacions fora del Japó. |               |
| Tōa Yuai Jigyō Kummiai(東亜友愛事業組合), de vegades anomenat Tōa-kai (東亜会) | Fundat per Hisayuki Machii el 1948, aquest rengo es va convertir ràpidament en un dels més influents de Tòquio. Es diu que té 6 clans i més de 1.000 membres, i la seva particularitat és que està compost per una majoria de yakuzas d'origen coreà. El seu líder actual és Satoru Nomura (野村 悟). |               |

Els sufixos darrere de cada cognom tenen tots un significat particular. El sufix Gumi podria traduir-se com a "banda, companyia o colla", Kai com a "associació o societat", i Rengō com a "coalició" o "federació". Donen una indicació de la forma d'associació utilitzada per la família.